# 埃勒布赫
埃勒布赫是索馬利亞萨纳格州东北部的一個镇。此鎮曾為索馬利蘭共和國東部的一部分，2007年7月1日成為剛獨立的马希尔国的一部分，2009年1月马希尔国被併入索馬利亞的邦特蘭國。

## 外部鏈結
- 埃勒布赫在Google地圖上的位置